# Tetrastichus gyrolasiaeformis
Tetrastichus gyrolasiaeformis is een vliesvleugelig insect uit de familie Eulophidae. De wetenschappelijke naam is voor het eerst geldig gepubliceerd in 1957 door Risbec.